# Coupe de France 2008
Die Coupe de France 2008 war die 17. Austragung der Coupe de France, einer seit der Saison 1992 stattfindenden Serie von französischen Eintagesrennen. Die Fahrerwertung gewann der Franzose Jérôme Pineau vom französischen Team Bouygues Télécom, die Teamwertung gewann die Mannschaft Française des Jeux.

## Rennen
| Datum         | Rennen                             | Sieger               | Führender (Fahrerwertung) | Sieger (Teams)     | Führender (Teamwertung) |
| ------------- | ---------------------------------- | -------------------- | ------------------------- | ------------------ | ----------------------- |
| 24. Februar   | Tour du Haut-Var                   | Davide Rebellin      | Rinaldo Nocentini         | Crédit Agricole    | Crédit Agricole         |
| 23. März      | Grand Prix Cholet-Pays de la Loire | Janek Tombak         | Rinaldo Nocentini         | Agritubel          | Crédit Agricole         |
| 6. April      | Grand Prix de Rennes               | Mychajlo Chalilow    | Jimmy Casper              | Agritubel          | Agritubel               |
| 15. April     | Paris–Camembert                    | Alejandro Valverde   | Jérôme Pineau             | Française des Jeux | Agritubel               |
| 17. April     | Grand Prix de Denain               | Edvald Boasson Hagen | Jimmy Casper              | –                  | Agritubel               |
| 19. April     | Tour du Finistère                  | David Le Lay         | Jimmy Casper              | Bretagne-Armor Lux | Bouygues Télécom        |
| 20. April     | Tro Bro Leon                       | Frédéric Guesdon     | Jimmy Casper              | Française des Jeux | Française des Jeux      |
| 4. Mai        | Trophée des Grimpeurs              | David Le Lay         | David Le Lay              | Auber 93           | Française des Jeux      |
| 31. Mai       | Grand Prix de Plumelec-Morbihan    | Thomas Voeckler      | David Le Lay              | Bouygues Télécom   | Française des Jeux      |
| 3. August     | Polynormande                       | Arnaud Gérard        | Jérôme Pineau             | Française des Jeux | Française des Jeux      |
| 24. August    | Châteauroux Classic de l’Indre     | Anthony Ravard       | Jérôme Pineau             | Agritubel          | Française des Jeux      |
| 21. September | Grand Prix d’Isbergues             | William Bonnet       | Jérôme Pineau             | Française des Jeux | Française des Jeux      |
| 5. Oktober    | Tour de Vendée                     | Koldo Fernández      | Jérôme Pineau             | Bouygues Télécom   | Française des Jeux      |
| 9. Oktober    | Paris–Bourges                      | Bernhard Eisel       | Jérôme Pineau             | ag2r-La Mondiale   | Française des Jeux      |

## Fahrerwertung
| Position | Fahrer           | Team                           | Punkte |
| -------- | ---------------- | ------------------------------ | ------ |
| 1        | Jérôme Pineau    | Bouygues Télécom               | 148    |
| 2        | David Le Lay     | Bretagne-Armor Lux / Agritubel | 114    |
| 3        | Frédéric Guesdon | Française des Jeux             | 96     |
| 4        | Thomas Voeckler  | Bouygues Télécom               | 78     |
| 5        | Anthony Ravard   | Agritubel                      | 76     |
| 6        | Steve Chainel    | Auber 93                       | 75     |
| 7        | Jimmy Casper     | Agritubel                      | 74     |
| 8        | Cyril Gautier    | Bretagne-Armor Lux             | 65     |
| 9        | Gianni Meersman  | Française des Jeux             | 53     |
| 10       | William Bonnet   | Crédit Agricole                | 50     |

## Teamwertung
| Position | Team               | Punkte |
| -------- | ------------------ | ------ |
| 1        | Française des Jeux | 111    |
| 2        | Bouygues Télécom   | 105    |
| 3        | Agritubel          | 98     |